# Bernard Verdcourt
Bernard Verdcourt (20 januari 1925 - 25 oktober 2011) was een Britse botanicus.
Hij was gespecialiseerd in de taxonomie van planten uit Oost-Afrika, waaronder varens en bedektzadigen. Hij schreef mee aan verschillende publicatiereeksen met betrekking tot de flora van Oost-Afrika, waaronder Flora of Tropical East Africa en Flora Zambesiaca. Hij droeg bij aan de collectie van het East African Herbarium.
Verdcourt was als honorair onderzoeksmedewerker verbonden aan het herbarium van de Royal Botanic Gardens, Kew.
In 2000 kreeg hij van de Linnean Society of London de Linnean Medal voor zijn bijdragen aan de plantkunde. Hij was corresponderend lid van de American Society of Plant Taxonomists.
Verdcourt was (mede)auteur van meer dan twaalfhonderd botanische namen. Hij was (mede)auteur van artikelen in wetenschappelijke tijdschriften als Nordic Journal of Botany en Kew Bulletin.